# Deutsche Kurzpost
Die Deutsche Kurzpost (kurz DKP) war eine Zeitschrift, die von 1928 bis zumindest 1944 im Rudolf Lorentz Verlag in Berlin-Charlottenburg erschien. In ihr wurde das Nachrichtengeschehen wöchentlich aufbereitet. Die DKP enthielt verschiedene Beilagen, beispielsweise die Bilder zur Zeitgeschichte – Führende Männer und Frauen des öffentlichen Lebens in Politik, Wirtschaft und Kunst, deren Erscheinen für die Jahre 1929 bis 1932 nachgewiesen ist.
Ein Autor der DKP war nach eigenen Angaben der spätere erste Geschäftsführer der dpa Fritz Sänger. Zu den Autoren zählte auch der Wirtschaftsjurist Hans Peter Danielcik.